# بوسه چیرانو
بوسهٔ چیرانو (ایتالیایی: Il bacio di Cirano) یک فیلم درام صامت ایتالیایی به کارگردانی کارمینه گالونه است که در سال ۱۹۱۳ منتشر شد.

## بازیگران
- سوآوا گالونه
- رومانو کالو
- لوچانو مولیناری